# Mỹ Lạc
Mỹ Lạc là một xã thuộc huyện Thủ Thừa, tỉnh Long An, Việt Nam.

## Địa lý
Xã Mỹ Lạc có vị trí địa lý:
- Phía đông giáp xã Mỹ Thạnh
- Phía tây giáp huyện Thạnh Hóa
- Phía nam giáp xã Mỹ An
- Phía bắc giáp các xã Long Thuận và Tân Thành.

Xã có diện tích 17,36 km², dân số năm 1999 là 6.052 người, mật độ dân số đạt 349 người/km².

## Hành chính
Xã được chia thành 5 ấp: Vườn Cò, Bà Mía, Bà Nghiệm, Cầu Lớn, Mỹ Hòa.

## Lịch sử
Xã Mỹ Lạc được thành lập vào ngày 14 tháng 1 năm 1983 trên cơ sở tách một phần diện tích và dân số của xã Mỹ Lạc Thạnh cũ.